# Yassine Salhi
Yassine Salhi (Casablanca, 3 november 1987)  is een Marokkaanse profvoetballer die doorgaans als middenvelder speelt. Hij stroomde in 2009 door uit de jeugd van Raja Casablanca. Salhi debuteerde in 2012 in het Marokkaans voetbalelftal.

## Carrière
In het seizoen 2008/2009 speelde Salhi bij Racing Casablanca. Salhi werd in dat seizoen de topscorer van Racing Casablanca in de GNF 2, de Marokkaanse 2e divisie, met 19 doelpunten. De toen nog jeugd speler vertrok na dat seizoen naar Raja Casablanca.